# Micah Berry
Micah Berry (* 6. Dezember 1998 in Ontario) ist ein ehemaliger kanadischer Schauspieler, der als Kinderdarsteller in Erscheinung trat.

## Leben
Micah Berry wurde am 6. Dezember 1998 in der kanadischen Provinz Ontario geboren. Über sein Leben ist weitgehend nichts bekannt. Im Jahre 2007 wurde der damals Achtjährige in das US-amerikanisch-britische Filmdrama Eine neue Chance mit Halle Berry, Benicio del Toro und David Duchovny gecastet. Dort spielten er und die zweite Kinderdarstellerin Alexis Llewellyn die beiden Nebenrollen der Kinder Dory und Harper Burke. Während Alexis Llewellyn bei der Verleihung der Young Artist Awards 2008 ohne Nominierung blieb, gewann Berry einen Young Artist Award in der Kategorie „Bester Nebendarsteller in einem Spielfilm – zehn Jahre oder jünger“. In der deutschsprachigen Synchronfassung des Films von Susanne Bier wurde Berry, der nicht mit seiner Schauspielpartnerin und Oscarpreisträgerin Halle Berry verwandt ist, die Stimme von Jonas Frenz, dem jüngeren Bruder von Victoria Frenz, geliehen. Von der Zeit nach seinem Filmauftritt ist ebenfalls nichts bekannt.

## Filmografie
- 2007: Eine neue Chance (Things We Lost in the Fire)

## Auszeichnung
- 2008: Young Artist Award in der Kategorie „Bester Nebendarsteller in einem Spielfilm – zehn Jahre oder jünger“ für sein Engagement in Eine neue Chance[1]